# Philodryas chamissonis
Philodryas chamissonis är en ormart som beskrevs av Wiegmann 1835. Philodryas chamissonis ingår i släktet Philodryas och familjen snokar. Inga underarter finns listade i Catalogue of Life.
Denna orm förekommer i centrala Chile och kanske i angränsande områden av Argentina. Arten lever i låglandet och i bergstrakter upp till 2300 meter över havet. Habitatet varierar mellan regnskogar, fruktodlingar, betesmarker och öknar. Individerna har främst ödlor av släktet Liolaemus som föda. Dessutom äter de groddjur, småfåglar och små däggdjur. Honor lägger ägg.
Några exemplar dödas av människor som inte vill ha ormar nära sin bostad. Andra dödas av katter eller hundar. Ormen är ganska sällsynt men utbredningsområdet är stort. IUCN kategoriserar arten globalt som livskraftig (LC).